# Good Vibrations
Good Vibrations è un brano musicale, pubblicato come disco singolo dai Beach Boys nel 1966. La canzone è stata scritta, prodotta ed arrangiata da Brian Wilson, con il testo scritto da Wilson e Mike Love (dopo che un primo testo ad opera di Tony Asher, paroliere abituale dei Beach Boys dell'epoca, era stato rifiutato).
Pubblicata come singolo il 10 ottobre 1966 (insieme allo strumentale Let's Go Away for Awhile), il brano rappresenta il terzo numero uno del gruppo, dopo I Get Around e Help Me, Rhonda, avendo raggiunto il vertice della classifica statunitense Billboard Hot 100 nel dicembre 1966. Inoltre è il primo singolo dei Beach Boys ad arrivare alla prima posizione anche nella classifica inglese. Iniziato durante le sessioni per l'album Pet Sounds, Good Vibrations fu pubblicato come singolo indipendente, e soltanto l'anno seguente inserito nell'album Smiley Smile.
La rivista Rolling Stone ha posizionato Good Vibrations alla sesta posizione nella lista delle 500 migliori canzoni di sempre da loro redatta.

## Descrizione

### Origine e storia
Nel 1995 Wilson raccontò la genesi del titolo Good Vibrations ("buone vibrazioni") nella sua autobiografia intitolata I Just Wasn't Made for These Times: da bambino, sua madre gli raccontava che i cani possono percepire le "vibrazioni" degli esseri umani, quindi un cane abbaia se avverte che sono "cattive vibrazioni" quelle emanate da chi gli sta vicino. Wilson traspose il concetto nell'idea generale delle vibrazioni emotive (e Mike Love suggerì l'aggettivo "good" davanti a "vibrations"), sviluppando il concetto che le persone possano emotivamente reagire alla stessa maniera degli animali attraverso le emozioni.

### Registrazione
Il 17 febbraio 1966, nel corso delle sessioni per l'album Pet Sounds, Brian Wilson iniziò a lavorare ad un nuovo singolo del gruppo, la canzone Good Vibrations, da lui concepita per essere una sorta di "sinfonia tascabile", e che si rivelerà essere la più costosa e complessa produzione di musica pop dell'epoca. Good Vibrations venne creata impiegando una tecnica di registrazione mai sperimentata in precedenza: furono incisi circa 30 minuti di sezioni musicali sparse, successivamente unite insieme e ridotte al formato classico della canzone pop da 3 minuti di durata. Molti nell'entourage dei Beach Boys erano scettici su di un così complesso e dispendioso processo creativo, ma la canzone spazzò via velocemente qualsiasi dubbio quando diventò il maggior successo commerciale della band, raggiungendo la vetta delle classifiche sia in Gran Bretagna, sia negli Stati Uniti, e stabilendo una volta per tutte la reputazione di Brian Wilson come genio musicale. La base strumentale della prima versione della canzone venne incisa il 17 febbraio 1966. Sulla scatola del nastro venne indicata con la scritta "#1 Untitled" (o Good, Good, Good Vibrations), anche se sul nastro si sente distintamente la voce di Brian Wilson che dice: «Good Vibrations, Take One» e quindi il titolo doveva all'epoca già essere stato deciso. Dopo 26 take, venne approntato un mixaggio mono preliminare. Tracce vocali guida furono registrate il giorno seguente. La traccia fu rielaborata il 24 maggio 1966, e Wilson continuò a lavorarci sopra fino al 18 giugno, quando accantonò momentaneamente i nastri, per poi riprendere il lavoro sino al 24 agosto. Le varie sezioni del brano furono poi montate insieme in una specie di collage sonoro, simile a quello che avrebbero fatto in seguito i Beatles con Strawberry Fields Forever e A Day in the Life, composizioni entrambe ispirate alla tecnica di produzione di Brian Wilson (secondo quanto dichiarato da Paul McCartney).
Il caratteristico suono elettronico che si può ascoltare nel ritornello verso la fine della traccia, venne creato con l'impiego di un Electro-Theremin, suonato da Paul Tanner, strumento già utilizzato da Wilson in precedenza per la canzone I Just Wasn't Made for These Times.

## Tecniche di incisione
Brian Wilson sviluppò i suoi innovativi metodi produttivi nel corso di svariati anni. All'epoca era ancora pratica comune nella musica pop commerciale effettuare le registrazioni dei pezzi dal vivo in studio in una singola take, ma Wilson sviluppò velocemente un approccio maggiormente "modulare" che poggiava sui recenti progressi tecnologici in materia di registrazione audio, utilizzando sia banchi di missaggio a quattro piste, sia le nuove apparecchiature che potevano avvalersi di otto tracce. Oltre ad usare nastri multitraccia per costruire strati e strati di elaborate sovraincisioni, a partire dal 1964, Wilson iniziò anche ad impiegare vari spezzoni di nastro per realizzare composizioni autonome. Wilson perfezionò il suo classico metodo produttivo con la registrazione di Pet Sounds durante il periodo 1965-1966. Egli produsse i brani dell'album in due blocchi principali; mentre il resto dei Beach Boys era via in tournée, Brian incise le elaborate tracce strumentali di base usando una band di supporto costituita da session men dell'area di Los Angeles (oggi ricordati come "The Wrecking Crew"); le tracce base furono registrate dal vivo in singole take su quattro piste, per poi essere rielaborate in fase di montaggio e post-produzione, riassemblate su registratore a otto piste e poi mixate in mono. Quando il resto dei membri del gruppo ritornò dal tour, Wilson aggiunse le parti vocali alle tracce strumentali pre-registrate. Con Good Vibrations, Wilson spinse questo suo approccio modulare ancora più in là, sperimentando la costruzione del brano attraverso l'assemblaggio di numerose sezioni frutto di multiple versioni della stessa traccia. Divideva gli arrangiamenti in sezioni separate, registrando diverse take di ogni sezione sviluppando e modificando gli arrangiamenti e la produzione con il proseguire delle sessioni. In qualche occasione, incise la stessa sezione in diversi studi di registrazione per sperimentare le differenti sonorità e opportunità offerte da ciascuno, per poi scegliere quella che, a suo parere, era la migliore.

## Formazione

### Versione originale
The Beach Boys
- Al Jardine – cori
- Bruce Johnston – cori
- Mike Love – voce, cori
- Brian Wilson – voce, cori, pianoforte, tamburello, produzione
- Carl Wilson – voce solista, cori, chitarra ritmica, shaker
- Dennis Wilson – cori, organo Hammond

Musicisti di studio
- Hal Blaine – batteria, percussioni
- Jimmy Bond – basso
- Glen Campbell – chitarra
- Al de Lory – pianoforte honky-tonk
- Jesse Ehrlich – violoncello
- Jim Gordon – batteria
- Carol Kaye – basso
- Larry Knechtel – organo Hammond
- Tommy Morgan – armonica a bocca
- Ray Pohlman – basso
- Don Randi – clavicembalo
- Lyle Ritz – basso
- Paul Tanner – theremin modificato ("Tannerin")

## Classifiche
| Classifica (1966-67)   | Posizione massima |
| ---------------------- | ----------------- |
| Australia              | 2                 |
| Belgio                 | 6                 |
| Paesi Bassi            | 4                 |
| Germania               | 8                 |
| Italia                 | 12                |
| Malaysia               | 1                 |
| Nuova Zelanda          | 1                 |
| Norvegia               | 2                 |
| Rhodesia               | 1                 |
| Official Singles Chart | 1                 |
| Billboard Hot 100      | 1                 |